# 志村文雄
志村 文雄（しむら ふみお、1898年（明治31年）12月12日 - 1973年（昭和48年）8月19日）は、大日本帝国陸軍軍人。最終階級は陸軍少将。

## 経歴
1898年（明治31年）に宮城県で生まれた。陸軍士官学校第31期、陸軍大学校第41期卒業。1940年（昭和15年）6月に西部軍参謀に就任し、同年8月に陸軍歩兵大佐に進級した。1941年（昭和16年）に第34師団参謀長に転じ、日中戦争に出動した。
1942年（昭和17年）に第12師団参謀長を経て、1944年（昭和19年）1月にスマトラ島の第25軍軍政監部総務部長に転じ、同年8月に陸軍少将に進級。1945年（昭和20年）にシンガポールの第7方面軍参謀副長兼軍政監部総務部長に就任し、終戦を迎えた。
1947年（昭和22年）11月28日、公職追放仮指定を受けた。